# Campionati europei di ciclismo su strada 2024 - Gara in linea femminile Elite
La gara in linea femminile Elite dei campionati europei di ciclismo su strada 2024 si è svolta il 14 settembre 2024 su un percorso di 162 km, con partenza da Heusden-Zolder e arrivo ad Hasselt, in Belgio. La vittoria è andata all'olandese Lorena Wiebes, la quale ha completato il percorso con il tempo di 3h56'34", alla media di 41,088 km/h, precedendo l'italiana Elisa Balsamo e la polacca Daria Pikulik.
Sul traguardo del Hasselt 74 cicliste, delle 99 partite da Heusden-Zolder, hanno portato a termine la competizione.

## Squadre e corridori partecipanti
| N.    | Cod. | Squadra     |
| ----- | ---- | ----------- |
| 1-8   | NLD  | Paesi Bassi |
| 9-16  | ITA  | Italia      |
| 17-24 | BEL  | Belgio      |
| 25-32 | FRA  | Francia     |
| 33-40 | POL  | Polonia     |
| 41-45 | CHE  | Svizzera    |
| 46-52 | ESP  | Spagna      |
| 53-54 | AUT  | Austria     |
| 55-60 | GER  | Germania    |
| 61-66 | DNK  | Danimarca   |
| 67-70 | NOR  | Norvegia    |
| 71    | FIN  | Finlandia   |
| 72-73 | LUX  | Lussemburgo |
| 74-75 | SVN  | Slovenia    |

| N.    | Cod. | Squadra   |
| ----- | ---- | --------- |
| 76    | HUN  | Ungheria  |
| 77-78 | CZE  | Rep. Ceca |
| 79    | CYP  | Cipro     |
| 80-83 | UKR  | Ucraina   |
| 84-87 | SWE  | Svezia    |
| 88    | SRB  | Serbia    |
| 89-91 | LTU  | Lituania  |
| 92    | LVA  | Lettonia  |
| 93    | EST  | Estonia   |
| 94    | GRC  | Grecia    |
| 95    | ISR  | Israele   |
| 96-98 | ISL  | Islanda   |
| 99    | BGR  | Bulgaria  |
| 100   | TUR  | Turchia   |

## Ordine d'arrivo (Top 10)
| Pos. | Corridore         | Squadra     | Tempo    |
| ---- | ----------------- | ----------- | -------- |
| 1    | Lorena Wiebes     | Paesi Bassi | 3h56'34" |
| 2    | Elisa Balsamo     | Italia      | s.t.     |
| 3    | Daria Pikulik     | Polonia     | s.t.     |
| 4    | Clara Copponi     | Francia     | s.t.     |
| 5    | Ingvild Gåskjenn  | Norvegia    | s.t.     |
| 6    | K. Schweinberger  | Austria     | s.t.     |
| 7    | Emma Norsgaard    | Danimarca   | s.t.     |
| 8    | Kata Blanka Vas   | Ungheria    | s.t.     |
| 9    | Rasa Leleivytė    | Lituania    | s.t.     |
| 10   | Christine Majerus | Lussemburgo | s.t.     |